# Ilex corallina
Ilex corallina là một loài thực vật có hoa trong họ Aquifoliaceae. Loài này được Franch. mô tả khoa học đầu tiên năm 1886.